# Terremoto del Hōei del 1707

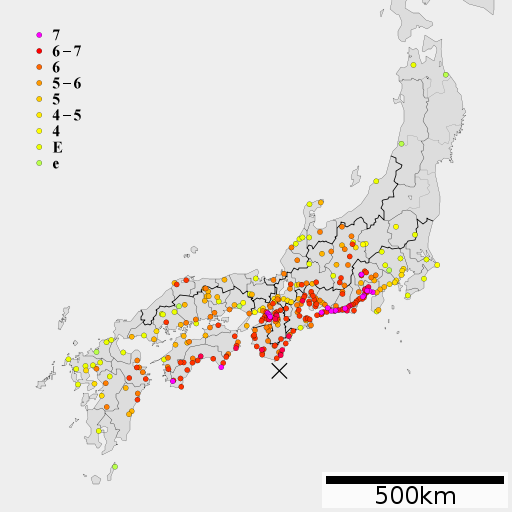
Le aree più colpite dal terremoto del 1707

Il terremoto dello Hōei del 1707 si verificò alle 14:00 ora locale del 28 ottobre 1707. È stato il più potente terremoto verificatosi in Giappone prima del terremoto del Tōhoku del 2011. Esso causò gravi danni in tutta la regione sud-occidentale di Honshū, Shikoku e nella zona sud-est di Kyūshū. Il terremoto e lo tsunami che ne seguì uccisero complessivamente oltre 5000 persone. Questo evento tellurico provocò la frattura dei segmenti della placca Nankai con una magnitudo stimata di ML = 8,6 e, contemporaneamente, il terremoto potrebbe aver contribuito ad innescare anche l'ultima eruzione del Fuji 49 giorni più tardi.
La costa meridionale di Honshu corre parallela alla fossa di Nankai, che segna la subduzione della placca delle Filippine sotto la placca eurasiatica. Il movimento su questo margine di placca convergente causa molti terremoti, alcuni dei quali di tipo megathrust. Il megathrust Nankai ha cinque segmenti distinti (A-E), che possono rompersi in modo indipendente. I segmenti si sono rotti da soli o congiuntamente ripetutamente nel corso degli ultimi 1300 anni.
Terremoti di questa entità tendono a manifestarsi in coppie, con un intervallo di tempo relativamente breve, tra di loro. Oltre ai due eventi nel 1854, ci sono stati terremoti simili nel 1944 e 1946 Nell'evento del 1707, i terremoti erano simultanei, o abbastanza vicini nel tempo, da non essere distinti dalle fonti storiche.

## Danni
Furono distrutte 29.000 case e ci furono più di 5.000 morti; una grande frana fu innescata dal terremoto. Questa frana, una delle tre più grandi del Giappone, ha coinvolto una superficie di 1,8 km2, con un volume stimato di 120 milioni di m3. Il Bacino di Nara mostra un evidente segno di liquefazione causato da quest'evento.

## Caratteristiche

### Terremoto
La magnitudo dell'evento del 1707 ha superato quelli del 1854 di Ansei-Tokai e di Ansei-Nankai, sulla base di numerose osservazioni: il sollevamento a Capo Muroto (prefettura di Kochi) è stimato a 2,3 m nel 1707 rispetto a 1,5 m nel 1854, la presenza di una zona di intensità sismica del 6-7 sulla scala JMA nella pianura di Kawachi, il grado di danni e l'altezza delle inondazioni dovute allo tsunami e l'osservazione di tsunami in luoghi lontani, come Nagasaki e Jeju-do, Corea del Sud.

### Tsunami
Lungo la costa sud-occidentale di Kōchi, l'altezza media delle onde è stata di 7,7 m con un massimo di 10 m in alcuni punti della costa.

### Eruzione del Fuji
Ci sono prove che i cambiamenti dello stato di stress statico causato da forti terremoti possono essere sufficienti per innescare eruzioni vulcaniche, quando il sistema di magma coinvolto è vicino ad uno stato critico. Il grande terremoto del 1707 può aver causato cambiamenti di pressione nella camera magmatica sotto il Fuji attraverso un cambiamento dello stress statico.